# Маки M.14
Маки M.14 (итал. Macchi M.14) је италијански ловачки авион. Авион је први пут полетео 1918. године. 

Највећа брзина авиона при хоризонталном лету је износила 182 km/h.
Распон крила авиона је био 8,20 метара, а дужина трупа 5,65 метара. Празан авион је имао масу од 440 килограма. Нормална полетна маса износила је око 640 килограма. Био је наоружан са два митраљеза калибра 7,7 милиметара типа Викерс.

## Наоружање
| Наоружање авиона: Маки         |     |
| Ватрено (стрељачко) наоружање  |     |
| Топ                            |     |
| Митраљез                       |     |
| Број и ознака митраљеза        | 2   |
| Калибар                        | 7,7 |
| Бомбардерско наоружање (бомбе) |     |
| Ракетно наоружање (ракете)     |     |